# SEOUL SOUL
『SEOUL SOUL』(ソウルソウル)は、1987年10月～1989年3月にフジテレビで放送されていた音楽番組である。

## 概要
韓国MBC制作の音楽番組「土曜日！ 土曜日は楽しい（토요일! 토요일은 즐거워）」を30分に編集したもので、司会はイ・ヘスク（李恵淑）。全編韓国語・日本語字幕で、中井美穂が副音声(日本語)を担当していた。李恵淑がさまざまなジャンル(演歌、ポップス、バラード、ロックなど)の音楽をVTRの合間に解説を入れながら紹介していた。

## エンディングテーマ
- 少女隊 - KOREA（英語詞）
- チョー・ヨンピル - ソウル・ソウル・ソウル（韓国語詞）